# Мизирани
Змийският парк Мизирани (Meserani) се намира в Северна Танзания, регион Аруша, на 25 км западно от град Аруша, на пътя от града към Серенгети и кратера Нгоронгоро. Паркът е разположен в сърцето на земите на масаите непосредствено до селището Duka Bovu. Създаден е през 1993 г. върху 10 акра гола земя от ветеринарния лекар Berry Bale и неговата съпруга Lynn Bale. Засадени са дървета, храсти, разнообразни растения и сега вече мястото тъне в зеленина. Паркът има много добре изградена инфраструктура и осигурява работни места за около 50 до 55 души от местното население. Той е чудесно място за запознаване с едни от най-отровните змии в света. Предлага прекрасен изглед към град Мондули (Monduli), а в безоблачни дни се открива възхитителна гледка към планината Меру. Паркът е носител на наградата на окръг Мондули за опазване на околната среда.

## Влечуги
Паркът притежава голяма колекция от над 48 вида отровни и неотровни змии, разпространени в Източна и Южна Африка. Отровните се отглеждат в клетки, а неотровните – на открити площи. Това включва и едни от най-опасните змии – черна и зелена мамба, египетска кобра, червена и черна плюеща кобра (Naja pallida). Могат да се видят още африкански питон, скален питон, голямата африканска дървесна змия бумсланг (Dispholidus typus), пепелянка, усойница и много други. Черната мамба е най-голямата отровна змия в Африка и втората по големина отровна змия в света. Намира се най-често в регионите Додома, Табора и Сингида, откъдето стават доставките за парка.
Другите видове влечуги в парка са представени от крокодили с дължина от 50 см до 3 м, големи тропически гущери от вида на вараните, костенурки, хамелеони.
Местното население подава информация за срещнати змии и служителите на парка ги ловят, прибират ги и се грижат за тях. Понякога хората сами носят змиите. В замяна на това, че не ги убиват, масаите получават безплатно лекарства против змийско ухапване и всякакъв вид здравна помощ.
В парка се отглеждат и няколко вида птици от близката околност, които са били ранени или осиротели и не могат да продължат сами живота си сред дивата природа. Над 60 вида птици свободно обитават парка.

## Образователен център
Целта на създаването на образователния център е да се даде възможност на местните масаи да се ограмотят, за да могат да защитават правата върху земята си, както и да участват във все по-бързо развиващата се туристическа индустрия. Ръководството на парка през всички години на съществуването си поддържа много тясна връзка с местното население. Центърът е изграден в чертите на парка през 2005 г. Тук местните хора могат безплатно да се научат да четат и пишат, както и да получат помощ при по-нататъшното си образование. Предлагат се курсове по английски, френски, информатика, ниво на грамотност, а също и детска градина и детска програма след училище. През септември 2005 г. от услугите на центъра се ползват повече от 2000 души от 76 различни етнически групи.
Ръководството на центъра има планове за организиране на професионални курсове за шивашки и дърводелски услуги и програма за бизнес обучение на младежите. През юни 2010 г. тук работят 5 души доброволци. Създадени са нови учебни програми, издадени са учебници за индивидуално обучение и са въведени повече практически упражнения за всички учащи се. Подобрени са оборудването и интериора на класните стаи. Центърът предлага отлична среда за обучение на децата. В местното начално училище в град Мизирани учат 850 деца, а преподавателите са само 16, т.е. пада се по 1 преподавател на 54 ученика. Не съществува никаква предучилищна подготовка на децата. Образователният център помага на местните деца чрез допълнително обучение след училище или през уикендите. Освен това осигуряване дневна предучилищна подготовка на децата от 5 до 7 г. Всички тези услуги се предоставят безплатно.

## Здравна клиника
Към парка е изградена и безплатна медицинска клиника, която осигурява грижи за местното население. Създадена е като пункт за здравна помощ при ухапвания от змии, но се е разраснала до пълноценно здравно заведение. Вече приема над 1000 пациента месечно и броят им непрекъснато нараства със сериозни темпове. Клиниката работи денонощно и без почивни дни. Проблеми със змийски ухапвания се появяват най-вече през дъждовния сезон. В останалото време тук се лекуват различни заболявания, като основните са инфекциозни болести и такива, предизвикани от консумация на замърсена вода. Всички приходи от музея и бара се изразходват за доставяне на медицинска апаратура, лекарства и всичко останало, което е необходими за работата на клиниката.
Набират се средства за строеж на нова клиника, която е крайно необходима. Създадена е благотворителната организация Mbuyu, която набира средства за новото здравно заведение. Проектите за него са изработени безплатно и през лятото на 2010 г. започва изграждането му. Има идея помещенията на старата да бъдат превърнати в дом за сираци, 4 от които вече живеят в парка и получават грижи от ръководителите и служителите му. Организацията Mbuyu изпраща тук и екип от медицински специалисти доброволци.
Част от приходите се изразходват за изграждане на нови кладенци за питейна вода за съседните села Eluai и Emerete. Други проекти включват строителството на нови класни стаи за облекчаване на пренаселеността в местните основни и средни училища.

## Музей на културата на масаите
През 2003 г. пред входа на парка е изграден и добре оборудван Музей на културата на масаите с интересно подредена експозиция.. Могат да се видят макети на жилища, дрехи, бижута. До него се намира женският пазар на масайските занаяти с 13 традиционни масайски колиби, които са превърнати в занаятчийски работилници. На пазара облечени в народни носии жени от племето изработват ръчно и продават разноцветни народни накити. Тук могат да се намерят оригинални войнски масайски облекла, одеяла, копия и щитове. Продават се дърворезби, текстилни изделия, чаши и много други. Правят се и демонстрации на традиционни масайски танци.

## Атракции
Освен запознаване с Музея на масайската култура в парка се предлагат и разнообразни други атракции. Тук могат да се наблюдават крокодилите по време на хранене и дори да се докосне живо бебе-крокодилче или змия.
Предлага се персонален водач от племето масаи, който развежда посетителите на разходка с камили до близкото масайско село, което се намира в подножието на планината Мондули (Monduli) и отстои на 30 мин. път с камили от парка. Жилищата на масаите там са ръчно изработени от дърво или глина и покрити с клони. Масаите в тези села са полигамни – всеки мъж има по няколко жени, като всяка от тях живее в собствена колиба.
В парка има напълно оборудван безплатен къмпинг с палатки, места за хранене, помещения с душове с гореща вода, безплатен фитнес, добре заредени бар и барбекю. Интериорът на бара е интересно организиран – от тавана висят тениски, подарени от посетителите на парка, а по стените са подредени банкноти от всички краища на света, оставени от клиентите специално за целта.
Организирана е и ремонтна работилница за автомобили и туристическо оборудване.